# Lethrinus erythropterus
Lethrinus erythropterus là một loài cá biển thuộc chi Lethrinus trong họ Cá hè. Loài này được mô tả lần đầu tiên vào năm 1830.

## Từ nguyên
Từ định danh erythracanthus được ghép bởi hai âm tiết trong tiếng Hy Lạp cổ đại: eruthrós (ἐρυθρός; “đỏ”) và pterón (πτερόν; “vây, cánh”), hàm ý đề cập đến màu đỏ cam nổi bật trên các vây của loài cá này.

## Phân bố và môi trường sống
L. erythropterus có phân bố trải rộng trên vùng Ấn Độ Dương - Thái Bình Dương, từ Tanzania và Mozambique trải dài về phía đông đến quần đảo Caroline và quần đảo Solomon, ngược lên phía bắc đến đảo Đài Loan, giới hạn phía nam đến Úc. L. erythropterus cũng xuất hiện tại cồn Cỏ và quần đảo Trường Sa (Việt Nam).
L. erythropterus sống ở khu vực có nền đáy cát, gần các rạn san hô, độ sâu khoảng 2–25 m.

## Mô tả
Chiều dài cơ thể lớn nhất ở L. erythropterus là 50 cm, nhưng thường bắt gặp với chiều dài khoảng 30 cm. Đầu và thân màu nâu hoặc đỏ nâu, bụng nhạt màu hơn, có khi có 2 vạch sáng ở cuống đuôi. Một dải sọc từ mắt đến chóp mõm và môi trên có màu đỏ, gốc vây ngực cũng màu đỏ. Tất cả các vây đều có màu đỏ tươi hoặc cam.
Số gai ở vây lưng: 10 (gai thứ 4 hoặc 5 thường dài nhất); Số tia vây ở vây lưng: 9; Số gai ở vây hậu môn: 3; Số tia vây ở vây hậu môn: 8; Số tia vây ở vây ngực: 13; Số vảy đường bên: 44–46.

## Sinh thái
Thức ăn của L. erythropterus chủ yếu là động vật da gai, động vật giáp xác, động vật thân mềm và cá nhỏ.

## Thương mại
L. erythropterus có tầm quan trọng đáng kể trong nghề đánh bắt thủ công.